# 뤽상부르 공원

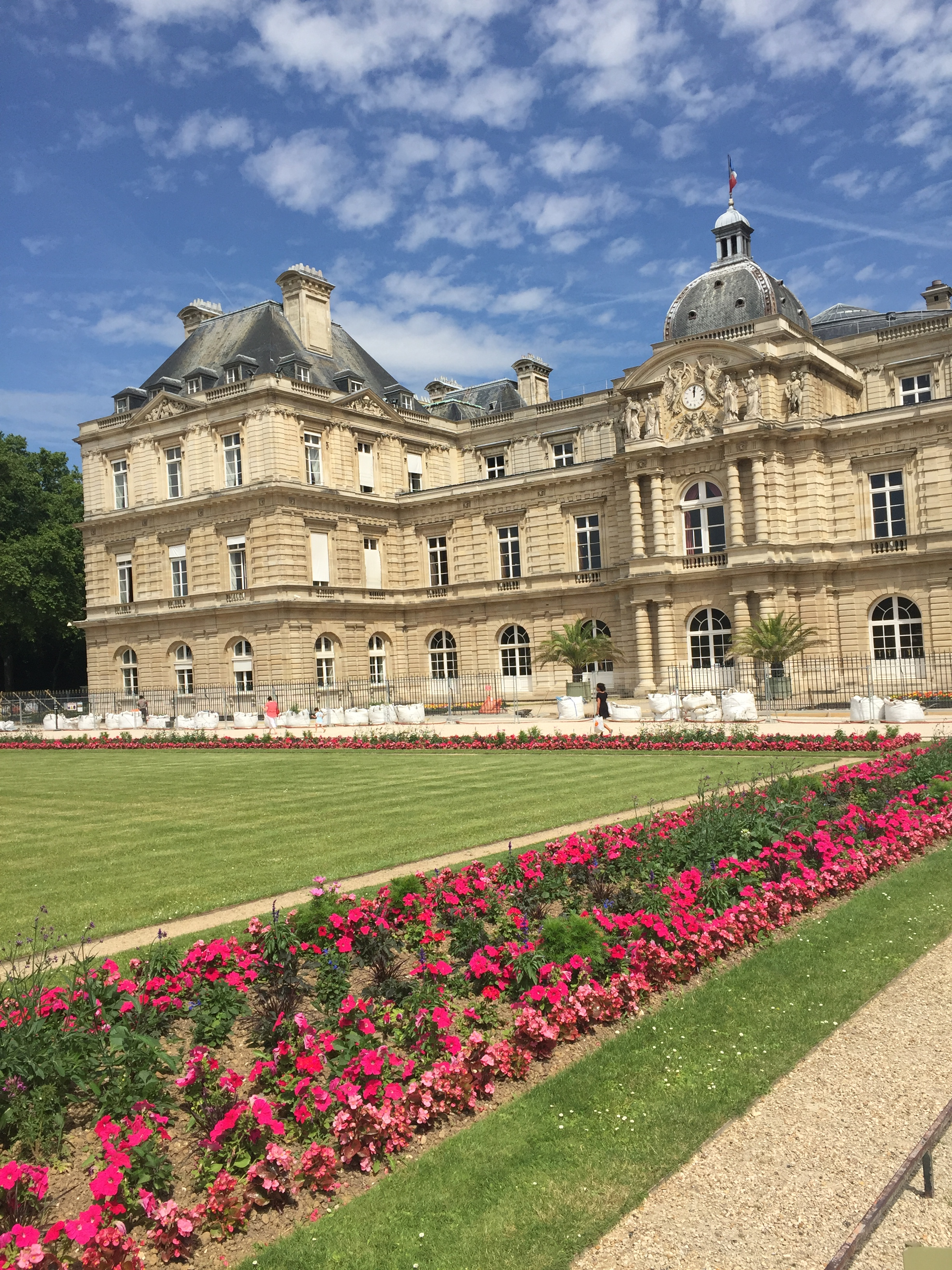
뤽상부르 공원과 뤽상부르궁

뤽상부르 공원(프랑스어: Jardin du Luxembourg)은 프랑스 파리 6구에 위치한 공원이자 정원이다.